# Pentium Extreme Edition
Pentium Extreme Edition（ペンティアム エクストリームエディション）は、インテルが2005年4月18日に発表した、x86アーキテクチャのマイクロプロセッサである。略称は Pentium XE。Pentium EE とも呼ばれる。
なお、本項では便宜上、前身となったPentium 4 Extreme Editionについても記述する。

## 概要
一つのダイ上に二つのCPUコアを搭載した、いわゆるデュアルコア構成のPentium Dとベースは同じ。発熱と消費電力が、その多さが問題とされていたPentium 4やPentium Dを更に上回るものだった為、一部の熱狂者やゲーマーにのみ支持された。後の2006年7月に発表された後継であるCore 2 Extremeは、Pentium Extreme Editionより性能が向上したのに対して消費電力は大幅に減少した。これによって、消費電力あたりの性能は大幅に向上し問題は一気に解決に至った。

### Pentium 4 Extreme Edition
2003年11月3日に発表されたハイエンドのPentium 4。CPUのパッケージはPentium 4のものと同一であるため、マザーボードはPentium 4と同じものがほぼ利用できるのが特徴。

## デスクトップ向けラインナップ

### NetBurst世代
Gallatin
2003年11月に発表されたPentium 4 Extreme Editionの第一世代の製品。サーバ・ワークステーション向けCPUであるXeonのコアを流用したCPU。130nmプロセスで製造され、FSB800MHzやハイパースレッディング・テクノロジーに対応している。
機能的にはNorthwoodに3次 (L3) キャッシュメモリを実装した製品と考えて差し支えない。Xeon版はL3キャッシュの容量によりバリエーションがあるが、Pentium 4 Extreme EditionのL3キャッシュは2MBである。
2004年11月には、FSBを1066MHzに高速化したPentium 4 Extreme Edition 3.46GHzが発売された。FSB以外にパッケージがSocket 478からLGA775に変更されている点などが異なるが、そのほかの仕様はほぼ従来どおりである。
- 対応ソケット: LGA775

| ブランド          | CPU                   | CPU            | CPU             | CPU             | TDP (W) | FSB (MHz) |
| ブランド          | コア数 （スレッド数） | クロック (GHz) | キャッシュ (MB) | キャッシュ (MB) | TDP (W) | FSB (MHz) |
| ブランド          | コア数 （スレッド数） | クロック (GHz) | L2              | L3              | TDP (W) | FSB (MHz) |
| ----------------- | --------------------- | -------------- | --------------- | --------------- | ------- | --------- |
| Pentium 4 Extreme | 1 (2)                 | 3.46           | 0.5             | 2               | 110.7   | 1066      |
| Pentium 4 Extreme | 1 (2)                 | 3.4            | 0.5             | 2               | 102.9   | 800       |

- 対応ソケット: Socket 478

| ブランド          | CPU                   | CPU            | CPU             | CPU             | TDP (W) | FSB (MHz) |
| ブランド          | コア数 （スレッド数） | クロック (GHz) | キャッシュ (MB) | キャッシュ (MB) | TDP (W) | FSB (MHz) |
| ブランド          | コア数 （スレッド数） | クロック (GHz) | L2              | L3              | TDP (W) | FSB (MHz) |
| ----------------- | --------------------- | -------------- | --------------- | --------------- | ------- | --------- |
| Pentium 4 Extreme | 1 (2)                 | 3.4            | 0.5             | 2               | 102.9   | 800       |
| Pentium 4 Extreme | 1 (2)                 | 3.2            | 0.5             | 2               | 92.1    | 800       |

Prescott
2005年2月に発表されたPentium 4 Extreme Editionの第二世代の製品。コアとしてはほぼ一般向けのPrescottと同様で、FSBクロックが1066MHzに引き上げられている点のみが異なる。
対応するインテル　チップセットは、
- Intel 955X
- Intel 925Xシリーズ

である。
- 対応ソケット: LGA775

| ブランド          | CPU                   | CPU            | CPU               | TDP (W) | FSB (MHz) |
| ブランド          | コア数 （スレッド数） | クロック (GHz) | L2キャッシュ (MB) | TDP (W) | FSB (MHz) |
| ----------------- | --------------------- | -------------- | ----------------- | ------- | --------- |
| Pentium 4 Extreme | 1 (2)                 | 3.73           | 2                 | 115     | 1066      |

Smithfield
2005年4月に発表されたPentium Extreme Editionの第一世代の製品。Pentium Dよりも1ヶ月先行して発表が行われた。
Pentium Dとの差別化として、ハイパースレッディングが利用できるようになっている（正確にはPentium Extreme Editionからハイパースレッディング・テクノロジーを無効化した製品がPentium Dである）。これにより、Pentium Extreme Editionプロセッサは1個のCPU（デュアルコア）であるにもかかわらずOS上からは4個のCPU (Quad CPU) を搭載したシステムであるかのように見える。
その代わり、Pentium Extreme EditionはPentium Dで利用可能な拡張版インテル SpeedStep テクノロジ (EIST) による省電力機能が無効化されている。EISTはCPUの稼働率が低下すると動作電圧やクロックを引き下げ、発熱と消費電力を抑える機能である。動作電圧やクロックを瞬時に大きく変動させることは難しく、省電力状態から瞬時に最高の処理能力まで復帰させることはできない。Pentium Extreme Editionは最高の処理能力を最大の存在意義としている点から、このEISTは受け入れられるものではないと判断したのだと推測される。
対応するインテル　チップセットは、
- Intel 955X
- Intel 975X

である。
- 対応ソケット: LGA775

| ブランド        | 型番 | CPU                   | CPU            | CPU               | TDP (W) | FSB (MHz) |
| ブランド        | 型番 | コア数 （スレッド数） | クロック (GHz) | L2キャッシュ (MB) | TDP (W) | FSB (MHz) |
| --------------- | ---- | --------------------- | -------------- | ----------------- | ------- | --------- |
| Pentium Extreme | 840  | 2 (4)                 | 3.2            | 2                 | 130     | 800       |

Presler
2006年1月に発表されたPentium Extreme Editionの第二世代の製品。Pentium Dとは同時に発表が行われた。
65nmプロセスで製造され、Smithfield-XEと同様にPentium Dにハイパースレッディング・テクノロジーを加えたもの。FSBクロックは1,066MHzとされている点でも800MHzのPentium Dとは差別化されている。後に登場したPentium Extreme Edition 965はEISTやC1Eなどの機能が使用できるようになったC1リビジョンのコアを採用し、Pentium Extreme Edition 955より動作クロック周波数が向上しつつも大幅な省電力化が計られている。ただしEISTは公式にはDisableにされていることになっている。
対応するインテル　チップセットは、
- Intel 955X
- Intel 975X

である。
- 対応ソケット: LGA775

| ブランド        | 型番 | CPU                   | CPU            | CPU               | TDP (W) | FSB (MHz) |
| ブランド        | 型番 | コア数 （スレッド数） | クロック (GHz) | L2キャッシュ (MB) | TDP (W) | FSB (MHz) |
| --------------- | ---- | --------------------- | -------------- | ----------------- | ------- | --------- |
| Pentium Extreme | 965  | 2 (4)                 | 3.73           | 4                 | 130     | 1066      |
| Pentium Extreme | 955  | 2 (4)                 | 3.46           | 4                 | 130     | 1066      |